# 想い出の一日
「想い出の一日」（おもいでのいちにち、原題:One Day in Your Life）は、アメリカ合衆国の歌手マイケル・ジャクソンが1975年のアルバム『フォーエヴァー・マイケル』に収録した曲で、サム・ブラウンが曲を、レネ・アーマンドが歌詞を手掛けた。エピック・レコードから発売したマイケルのアルバム『オフ・ザ・ウォール』の成功に乗っかる形で1981年3月2日に同名のコンピレーション・アルバムが発売され、そこから改めてシングルとして発売された。
アメリカではそこそこのヒットに終わったのに対し、イギリスでは大きなヒットを記録、マイケルにとって初めての全英シングルチャート首位を記録し、1981年6月～7月に跨って2週に渡ってナンバーワンになった。アイルランドのシングルチャートでも首位を記録したほか、南アフリカでも非常に売れた。このシングルは1981年、イギリスで6番目に売れたシングルになった。マイケルのバージョンが発売される5年前にはジョニー・マティスによるバージョンが彼のアルバム『フィーリングス』に収録され、全米やカナダでチャートに入った。

## チャート

### ジョニー・マティス
| チャート (1976)                                  | 最高 順位 |
| ------------------------------------------------ | --------- |
| カナダ / RPM アダルト・コンテンポラリー          | 46        |
| アメリカ / ビルボード アダルト・コンテンポラリー | 36        |

### マイケル・ジャクソン
| チャート (1981–1982)                            | 最高 順位 |
| ----------------------------------------------- | --------- |
| オーストラリア (ケント・ミュージック・レポート) | 9         |
| ベルギー (Ultratop 50 Flanders)                 | 1         |
| オランダ (Dutch Top 40)                         | 1         |
| オランダ (Single Top 100)                       | 2         |
| 南アフリカ (Springbok)                          | 1         |
| UK シングルス (OCC)                             | 1         |
| アメリカ Billboard Hot 100                      | 55        |
| US Adult Contemporary (Billboard)               | 37        |

| チャート (2009)            | 最高 順位 |
| -------------------------- | --------- |
| 全英シングルチャート (OCC) | 94        |

| チャート (1981)              | 順位 |
| ---------------------------- | ---- |
| ベルギー (Ultratop Flanders) | 2    |
| オランダ (Dutch Top 40)      | 6    |
| オランダ (Single Top 100)    | 27   |

| チャート (1982)                    | 順位 |
| ---------------------------------- | ---- |
| オーストラリア (Kent Music Report) | 53   |

## 認定
| 国/地域                                             | 認定     | 認定/売上数 |
| --------------------------------------------------- | -------- | ----------- |
| イギリス (BPI)                                      | ゴールド | 790,000     |
| * 認定のみに基づく売上数 ^ 認定のみに基づく出荷枚数 |          |             |

## カバー
- 岩崎宏美 - 1995年のアルバム『MY GRATITUDE〜感謝』、同年のシングル「朝が来るまで」に収録。